# Nebraska (album)
| Recensione | Giudizio       |
| ---------- | -------------- |
| Ondarock   | Pietra miliare |

Nebraska è il sesto album in studio di Bruce Springsteen, pubblicato nel 1982. È stato inserito nella posizione 150 della lista dei 500 migliori album stilato dalla rivista Rolling Stone.

## Storia
Springsteen registrò nella sua casa di Colts Neck, New Jersey con un multitraccia portatile a 4 piste una serie di canzoni, usando solo la chitarra acustica, l'armonica e poca altra strumentazione. Dopo aver completato il lavoro sui demo, nell'aprile 1982 Springsteen portò la cassetta in studio per lavorare sulle versioni definitive delle canzoni con la E Street Band; queste sessioni sono comunemente chiamate "Electric Nebraska Sessions". Springsteen tuttavia, insoddisfatto degli arrangiamenti, di accordo con Jon Landau ritenne che alcune canzoni erano troppo personali e l'essenza folk cruda presente sulla audiocassetta non potesse essere duplicata o eguagliata nella versione risuonata con la band. Decise alla fine di consegnare alla casa discografica il prodotto originale.
Le sessioni di registrazione demo che produssero l'album durarono diversi giorni ma fu nella notte del 3 gennaio 1982 che vennero registrate le 15 tracce definitive. Erano Starkweather (Nebraska), Atlantic City, Mansion on the Hill, Johnny 99, Highway Patrolman, State Trooper, Used Cars, Wanda (Open All Night), Reason to Believe, Born in the USA, Downbound Train, Child Bride, Losin' Kind, My Father's House (25 maggio 1982) e Pink Cadillac; dieci di questi brani finirono nell'album Nebraska mentre il demo di Born in the USA sarebbe apparso più tardi nella compilation Tracks. I restanti quattro brano rimasero inediti circolando come bootleg. C'era un altro demo, The Big Payback, registrato più tardi nella primavera del 1982, e Johnny Bye-Bye, che Springsteen confuse con una versione live registrata nel luglio 1981, la quale in realtà non fu mai registrata durante questo periodo.
Otto delle 12 tracce che saranno poi incluse nel successivo album Born in the U.S.A. del 1984 furono composte in questo periodo (l'omonimo singolo il 3 maggio 1982; Downbound Train, registrato il 28 aprile 1982; Cover Me, registrato al The Hit Factory di New York il 25 gennaio 1982; I'm On Fire, registrato al Power Station l'11 maggio 1982; Glory Days, registrato al The Power Station il 5 maggio 1982; Darlington County, registrato alla Power Station il 13 maggio 1982; Working on the Highway, registrato il 30 aprile e il 6 maggio 1982, e I'm Goin' Down, registrato il 12 o 13 maggio 1982).

## Accoglienza
Secondo Dave Marsh, critico specializzato nella biografia di Springsteen, questo album è stato scritto in un periodo di depressione. Nel 1991 l'attore e regista Sean Penn produsse il film The Indian Runner (Lupo solitario in italiano), pellicola completamente ispirata ad Highway Patrolman, dove i personaggi, le ambientazioni e lo stile narrativo sono una trasposizione fedele della canzone, di cui il film diventa omaggio ed estensione.

## Formazione
- Bruce Springsteen - voce, chitarre, armonica a bocca, tastiere, mandolino, glockenspiel, percussioni

## Tracce
Testi e musiche di Bruce Springsteen.
1. Nebraska – 4:32
2. Atlantic City – 4:00
3. Mansion on the Hill – 4:08
4. Johnny 99 – 3:43
5. Highway Patrolman – 5:40
6. State Trooper – 3:17
7. Used Cars – 3:10
8. Open All Night – 2:58
9. My Father's House – 5:07
10. Reason to Believe – 4:08

## Classifiche
| Classifica (1982) | Posizione massima |
| ----------------- | ----------------- |
| Australia         | 8                 |
| Canada            | 3                 |
| Finlandia         | 5                 |
| Francia           | 18                |
| Germania          | 37                |
| Giappone          | 10                |
| Norvegia          | 3                 |
| Nuova Zelanda     | 3                 |
| Paesi Bassi       | 7                 |
| Regno Unito       | 3                 |
| Stati Uniti       | 3                 |
| Svezia            | 2                 |